# Kymco NEWSento 50i

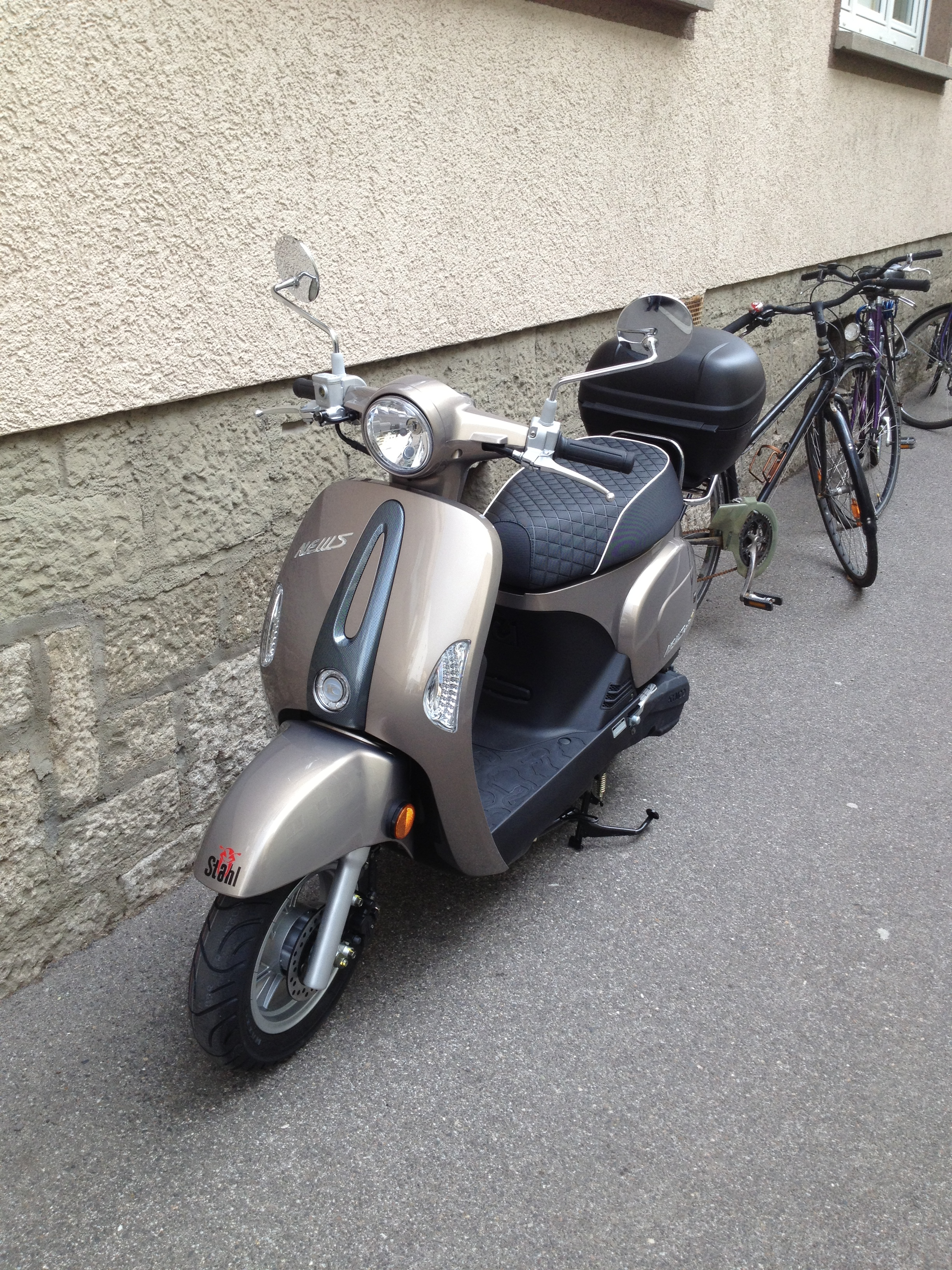
Motorroller Kymco NEWSento 50i

Der NEWSento 50i ist ein Motorroller der taiwanischen Firma Kymco. Er ist das erste 50 cm3 Modell von Kymco mit elektronisch gesteuertem 4-Takt-Motor mit Saugrohreinspritzung.

## Technische Daten
- Motortyp: Luftgekühlter 1-Zylinder 4-Takt-Motor
- Hubraum: 49,9 cm3
  - Bohrung / Hub: 38,0 mm / 44,0 mm
- Verdichtungsverhältnis: 12,3:1
- Maximale Leistung: 2,68 kW bei 7.500/min
- Maximales Drehmoment: 2,55 Nm bei 7.000/min
- Leerlaufdrehzahl: 1.900 bis 2.100/min
- Getriebe: stufenloses automatisches  Keilriemengetriebe
- Kupplung: Fliehkraft
- Zündung: Digital
- Anlasser: elektronisch
- Zündkerze: NGK CR7E
- Höchstgeschwindigkeit: 45 km/h (gedrosselt nach deutschem Gesetz)
- Maße: 1.720 mm / 660 mm / 1.066 mm (L / B / H)
- Leer-/Gesamtgewicht: 93 kg / 253 kg
- Radstand: 1.195 mm
- Reifengröße: Vorne: 90/90-10 TL 22B   Hinten: 90/90-10 TL 46B
- Tankinhalt: ca. 5,5 l (Benzin bleifrei)
- Batterie: 12V 8Ah (YTX9-BS)
- maximale Zuladung: 160 kg